# 高阶贵子
高阶贵子（たかしなの きし / たかこ、？—996年）是平安时代的女性歌人。女房三十六歌仙之一。通称高内侍（こうのないし）或者儀同三司母（ぎどうさんしのはは）。前者是以女官名称呼，后者是冠儿子藤原伊周官名（儀同三司）。

## 人物生平
高阶贵子是从二位高阶成忠的女儿，生母不详。兄弟包括右中辨信順、木工权頭道順、伊予守明順、民部大辅高阶积善等，姐妹佐伯公行之妻、从五位下中宫宣旨高阶光子等。
《大镜》等书记载，她拥有优秀的和歌才能，身为女性也很擅长汉诗文。在圆融天皇时代出仕后宫内侍所，为通称内侍的掌侍，因为汉学出众在殿上召开诗宴时被招待上殿。大概于同时，成为中关白藤原道隆的妻子，陆续生下内大臣伊周、中納言隆家、僧都隆円等儿子与长女藤原定子在内的三子四女。
永延3年（989年）丈夫道隆任内大臣，永祚2年（990年）5月任关白，随后转任摄政，10月女儿定子被立为一条天皇的皇后。贵子也随之从从五位上进正三位。同时，由贵子所生的道隆嫡子伊周也以很快的速度升官，正历3年（992年）19岁即任权大纳言，翌年又升任内大臣。
末流贵族出身的贵子因为成为关白的正室嫡妻，又因为成为皇后的生母而获得了极高的地位，其父高阶成忠因此得进从二位，成为高阶氏第一位公卿。并且，高阶氏的姓也由真人改为朝臣。
然而，長德元年（995年）4月10日贵子之夫道隆病逝，儿子伊周、隆家又在与叔叔藤原道长政斗中落败，天下大权一下子转移到了道长手上。翌长德2年，伊周和隆家又因为箭射花山院的事获罪（长德之变），分别被左迁大宰权帅和出云权守，流放九州和出云。贵子当时在儿子们的车子旁恳求与儿子同行，但不被允许。此后贵子生病，怀着对儿子们的思念于同年10月末去世。年纪大概在40~50岁之间。

## 逸话
《古今著闻集》写到，成忠当初对贵子和道隆的恋情并不满意，但在某日道隆夜会贵子后离去时，看到了道隆的背影，认为他将来必定能当到大臣，因此允许二人交往。

## 亲属
- 父：高阶成忠（923年 - 998年）
- 母：未详
- 夫：藤原道隆（953年 - 995年）
- 子女：
  - 长子：藤原伊周（974年 - 1010年）
  - 长女：藤原定子（977年-1001年）
  - 次子：藤原隆家（979年 - 1044年）
  - 次女：藤原原子（约980年-1002年）
  - 三女：敦道亲王妃 生卒年不详
  - 三子：僧都隆円（980年 - 1015年）
  - 四女：一条天皇御匣殿（？—1002年）

## 作品
| 歌集名       | 作者名 | 数量 | 歌集名       | 作者名     | 数量 | 歌集名       | 作者名     | 数量 |
| ------------ | ------ | ---- | ------------ | ---------- | ---- | ------------ | ---------- | ---- |
| 古今和歌集   |        |      | 後撰和歌集   |            |      | 拾遺和歌集   | 高階成忠女 | 1    |
| 後拾遺和歌集 | 馬内侍 | 2    | 金葉和歌集   |            |      | 詞花和歌集   | 高内侍     | 1    |
| 千載和歌集   |        |      | 新古今和歌集 | 儀同三司母 | 1    | 新勅撰和歌集 |            |      |

私家集
- 私家集已失传。

## 百人一首
- 54号[3]

　　中関白かよひそめ侍けるころ　　　　　　　　儀同三司母

忘しの行末まてはかたけれは けふをかきりの命ともかな

 — 『新古今和歌集』 第十三 恋歌三
藤原定家在『定家八代抄』里也编入了这首和歌。